# Ришпен, Жан
Жан Ришпе́н (фр. Jean Richepin; 4 февраля 1849, Медеа, центр одноименной провинции, Алжир — 12 декабря 1926, Париж) — французский поэт, писатель и драматург.

## Биография
Жан Ришпен родился 4 февраля 1849 года в провинции Медеа (Алжир) в семье сын армейского врача. Учился в Высшей нормальной школе в Париже, закончил её в 1870 году. С детства проявлял таланты в различных сферах.

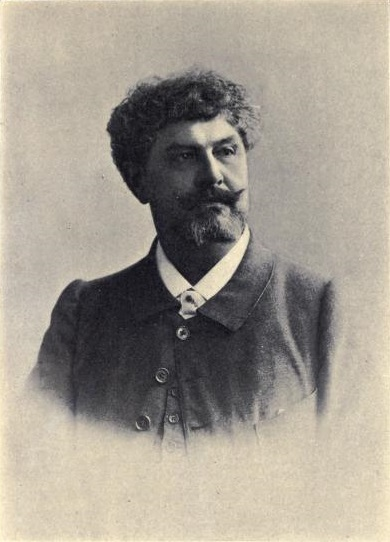
Жан Ришпен (ок. 1900)

Участвовал во Франко-прусской войне. Сменил несколько профессий: был актёром, моряком и портовым грузчиком. В Париже сблизился с коммунаром Жюлем Валлесом, входил в круг поэтов-бунтарей Верлена, Рембо, Шарля Кро, Жермена Нуво, Мориса Роллина. Писал стихи и пьесы. Его пьеса L'Étoile, написанная в соавторстве с известным карикатуристом Андре Жилем (1840—1885), была поставлена в 1873 году, однако известность к нему пришла после 1876 года, когда был опубликован стихотворный сборник Chanson des gueux (Песнь оборванцев, переизд. 1990), исключенные по цензурным обстоятельствам стихи вышли отдельным изданием в 1881 году в Брюсселе; за оскорбление общественных нравов автору грозило тюремное заключение на месяц, но дело ограничилось символическим штрафом. Публичный скандал моментально создал писателю известность.
Ришпен был близок к натурализму. Много путешествовал: скитался по Франции с цыганским табором, жил среди наездников и клоунов, был актером, в Англии нанимался в солдаты. В 1912 году он был избран мэром городка Моншове в департаменте Ивелин (в этих краях у него был замок Три родника).
Во время своего визита в Россию 12 марта 1913 года представлялся императору Николаю II.
Жан Ришпен умер 12 декабря 1926 года в городе Париже и был похоронен в Кот-д’Армор (Бретань), где обычно проводил лето. Некролог писателя в журнале Revue des Deux Mondes написал Поль Бурже.
Сыновья Ришпена — драматург Жак Ришпен и композитор Тьярко Ришпен; внук — импресарио и автор песен Тристан Ришпен, его жена — пианистка Элиана Ришпен.

## Творчество и наследие
Многие из написанных им пьес были поставлены на сцене Комеди Франсэз, в них играли Сара Бернар, Режан, братья Коклен, Муне-Сюлли. Написал несколько либретто, в том числе к опере Шабрие «Король поневоле» (фр. Le roi malgré lui) и опере Массне Маг (фр. Le Mage), балету Видаля Императрица (фр. L'Impératrice).
По комедии Ришпена Флибустьер (1888) создана одноименная опера Цезаря Кюи. На стихи Ришпена писали музыку Габриэль Форе, Шоссон, Казелла, Сесиль Шаминад, Луи Вьерн, Кюи, Ипполитов-Иванов, Владимир Сенилов, Жорж Брассенс.
Роман Ришпена Липучка (фр. La Glu, 1881) перенёс на экран Альбер Капеллани (1913, в заглавной роли — Мистангет), он экранизировался и позднее (1927, 1938), стал основой опер Габриэля Дюпона и Камиля Эрланже. Экранизировались и другие сочинения писателя.

### Избранные произведения
- Les Caresses, стихотворения (1877)
- Les Morts bizarres, новеллы (1877, переизд. 1980, 2009)
- Nana Sahib, драма (1883)
- Miarka, la fille à l’ours, роман (1883)
- Les Blasphèmes, стихотворения (1884)
- Monsieur Scapin (1886)
- «Флибустьер» | Le Flibustier, комедия (1888)
- «От меча и погибнут» | Par le glaive, драма (1892)
- Vers la joie (1886])
- Le Chemineau, драма (189])
- Le Chien de garde (1898)
- Contes de la décadence romaine, исторические новеллы (1898, переизд. 1993)
- «Бродяги» | Les Truands (1899)
- «Дон Кихот» | Don Quichotte, ироикомическая драма в стихах (1905)
- Le Coin des fous, histoires horribles, новеллы (1921, переизд. 1996)

## Признание
- член Французской академии (1908)
- командор ордена Почётного легиона

## Ришпен в России
- Госпожа Андре. — СПб., 1879.
- Клейкая. — М., 1881 (роман выходил также под названием Тина).
- Вампир. — М., 1900.
- Первые шаги Цезария Борджиа, историческая повесть. — СПб., 1910.
- Тина. — Paris: Русское книгоиздательство, 1912.
- Добрый шут, драма. — СПб., 1914.
- История другого мира. — Одесса, 1919.
- Испанские рассказы. — Л.: Прибой, 1927

Рассказы Ришпена активно печатались в журнале Русское богатство. Его стихи переводили на русский Сергей Андреевский,  Юрий Корнеев, Владимир Набоков, Ольга Чюмина, Михаил Яснов.